# Los Tetas
Los Tetas est un groupe chilien de rock. Formé en 1994, il est l'un des groupes pionniers de son pays à travailler sous l'influence de la musique noire des années 1970, réalisant un son de style funk, fusionné avec d'autres tels que la soul, le rock, le hip-hop, le RnB, le disco et la pop. Il est composé à l'origine par « C-Funk » (Cristian Moraga), « Tea-Time » (Camilo Castaldi), « Rulo » (David Eidelstein) et « Pepino » (Francisco González).
Le groupe connait une première phase entre 1994 et 2004, où ses albums Mama funk (1995) et La medicina (1998) connaissent un grand succès en Amérique latine. En 2004, le groupe se sépare lorsque ses membres décident de poursuivre des projets personnels. En 2011, ils se réunissent à nouveau et restent actifs jusqu'en 2017, lorsque Tea-Time subit une série d'accusations juridiques qui conduisent à leur ostracisation et à une pause indéfinie du groupe.

## Histoire

### Débuts
L'enregistrement de leur premier album, Mama funk, a lieu entre juillet et septembre 1995, et est produit par Los Tetas au studio Master de Santiago, et masterisé sous la supervision du groupe au studio de post-production numérique moderne Tonhaus. Leur style musical comporte des tendances variées, telles que la soul, le hip-hop et surtout le funk, avec lesquels ils composent tous leurs chansons, basées sur des rimes et des messages adressés aux jeunes. Ils sont influencés par George Clinton et ses groupes respectifs Parliament et Funkadelic, James Brown (le principal initiateur du genre funk), Defunkt entre autres, avec lesquels ils ajoutent une touche spéciale à leur musique avec des trompettes (Mauricio Castillo), de la flûte et leur instrument caractéristique pour déformer la voix appelé talk box. Leur premier single Corazón de Sandía, dont la vidéo est filmée en 35 min. avec des couleurs vives et fortes par Enrique Antigas, reçoit une diffusion presque instantanée. C'est pour cette vidéo que Los Tetas sont nommés aux MTV Awards 1996 dans la catégorie « meilleur nouveau groupe en vidéo ».
La medicina est un album plus dansant, plus proche de l'ambiance disco. Ils continuent à jouer et à tourner, mais l'album ne dépasse pas les 8 000 exemplaires vendus. Plus tard, ils enregistrent leur première vidéo, du même nom que l'album, puis la deuxième : La calma, avec laquelle ils doivent faire une pause, car pendant l'enregistrement de la vidéo, Rulo a un accident qui le prive, lui et le groupe, de scène pendant deux mois. Le groupe revient sur scène le 7 juillet 1998 au Teatro Providencia, devant une salle comble. De nouveau une période de silence, accompagnée de rumeurs, confirmée le mercredi 26 août 1998, lors d'une conférence de presse, où Los Tetas annoncent que Rulo, ainsi que Tata quittent le groupe.

### Retour et conflits

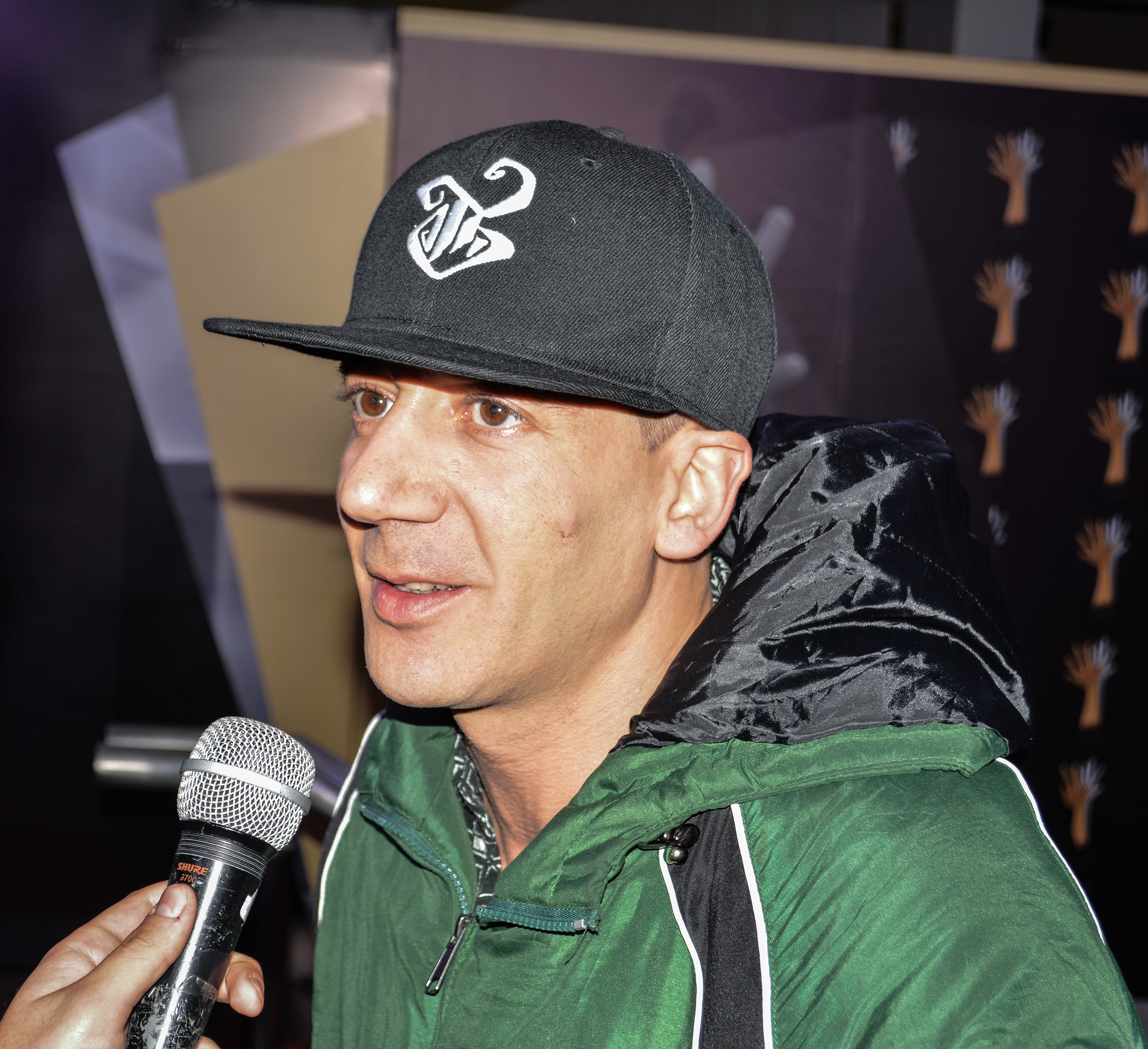
Tea-Time en mai 2017.

Le 18 septembre 2011, et après 7 ans de dissolution totale du groupe, Los Tetas annoncent leur réunion avec la première formation du groupe : Tea Time au chant, C-Funk à la guitare, Rulo à la basse et Pepino à la batterie, où ils précisent également que les frictions et la partie difficile de la séparation avaient été surmontées. Los Tetas donnent leur concert de retrouvailles le 21 décembre 2011 au Teatro Caupolicán, avec l'invité spécial Felo Foncea (De Kiruza) aux claviers, où ils jouent certains des classiques du groupe. Entre-temps, ils reçoivent déjà des invitations pour plusieurs festivals et spectacles à l'étranger, comme Lollapalooza Chile 2012, où ils interprètent de nouvelles chansons. Ils ont également confirmé l'enregistrement d'un EP et la sortie d'un DVD du concert de retrouvailles au Teatro Caupolicán à la fin de l'année 2012.
En juillet 2017, l'ex-partenaire de Tea-Time accuse publiquement ce dernier de l'avoir sévèrement battue à plusieurs reprises, une pratique devenue courante en partie en raison de l'addiction du chanteur à la cocaïne et de ses amitiés avec des gangs. L'ex-partenaire du chanteur déclare également que les instruments de musique volés l'année précédente à Javiera Mena avaient été cachés dans la maison de Tea-Time, et qu'il avait lui-même gardé l'une des guitares volées. Tea-Time nie les accusations, et le même jour, il est formalisé pour violence conjugale. Les autres membres du groupe ont pour leur part déclaré qu'ils attendaient toujours que la véracité des faits soit prouvée et qu'ils soutiendraient la décision judiciaire prise. Plus tard dans la journée, les membres restants du groupe annoncent l'expulsion de Tea-Time du groupe par le biais d'une déclaration sur leur page officielle Facebook.
Après cet incident médiatique, le groupe avoue avoir été assommé, ne sachant que faire, alors qu'il était dans les dernières étapes de la production de son nouvel album avec Universal Music. Dans un premier temps, ils choisissent de supprimer les morceaux enregistrés par Tea Time, pensant les réenregistrer avec des invités. Cependant, au fil du temps, ils se rendent compte qu'ils recevaient beaucoup de réactions négatives de la part de certains qui les accusaient d'être des dissimulateurs ou des misogynes, comme le musicien Alex Anwandter. C-Funk accuse les stations de radio et les boîtes de nuit d'avoir mis leur veto sans connaître la dynamique interne du groupe, et encore moins les connaissances du groupe sur la vie personnelle de Tea Time,.
Le groupe reste inactif depuis cet incident ; Rulo se consacre à sa carrière solo et, parallèlement, est le bassiste de Mon Laferte au Mexique, tandis que C-Funk reprend également sa carrière solo et est devenu le nouveau guitariste de  Chancho en Piedra, Cependant, fin 2019, C-Funk déclare que « Los Tetas reviendra sans Tea Time, [et] quand le moment sera venu, la pause sera terminée ». Le groupe revient jouer au Lollapalooza en 2022.

## Discographie

### albums studio
- 1995 : Mama funk (EMI Odeon. Réédité en CD par La Tienda Nacional[16] et en LP par EMI)
- 1998 : La medicina (EMI Odeon)
- 2002 : Tómala! (autoproduction)

### EP
- 1997 : Cha Cha Cha! (EMI Odeon)
- 1999 : Independiente (autoproduction)
- 2002 : I Like! (autoproduction)
- 2012 : El Movimiento (Plaza Independencia)

### Compilations
- 2000 : Latin Funk All-Stars (EMI Odeon)[17]
- 2000 : Independiente 2 (autoproduction)
- 2015 : 20 Años Mama Funk (autoproduction)

### Compilations d'autres artistes
- 1996 : El Bio-Bío sigue cantando (Mundovivo)
- 1999 : Rock delfín del mundo (Fusión)
- 2000 : Tributo a Los Prisioneros (Warner Music)
- 2003 : Generaciones. Dos épocas en dueto. (Sony Music)
- 2004 : Rock chileno de los ’90, Vol.1 (EMI Odeon)
- 2004 : Rock chileno de los ’90, Vol. 2 (EMI Odeon)
- 2005 : Hip Hop en tu idioma Vol. I (Edición extranjera)